# أوفه غوسبوداريك
أوفه غوسبوداريك (بالألمانية: Uwe Gospodarek) (مواليد 6 أغسطس 1973 في ستراوبينغ - ألمانيا الغربية) لاعب كرة قدم ألماني يلعب حاليا لصالح نادي الدرجة الأولى هانوفر الألماني منذ 2010 في مركز حارس مرمى .

## روابط خارجية
- أوفه غوسبوداريك على موقع قاعدة بيانات كرة القدم.إي يو (الإنجليزية)
- أوفه غوسبوداريك على موقع بيانات كرة القدم. دي إي (الألمانية)
- أوفه غوسبوداريك على موقع عالم كرة القدم.نت (الإنجليزية)
- أوفه غوسبوداريك على موقع كووورة